# Pettiboneia hartmanae
Pettiboneia hartmanae är en ringmaskart som beskrevs av Orensanz 1990. Pettiboneia hartmanae ingår i släktet Pettiboneia och familjen Dorvilleidae. Inga underarter finns listade i Catalogue of Life.